# Nicolás Martínez
Alejandro Nicolás Martínez Ramos (Ñemby, 15 de fevereiro de 1989) é um futebolista paraguaio, que joga actualmente no São Paulo FC.

## Carreira
Alejandro Nicolás Martínez Ramos é nascido no Paraguay, que pode jogar como meia-atacante ou para frente improvisado no ataque. Atualmente ele é considerado um dos melhores jovens talentos do futebol paraguaio, devido à sua grande habilidade, velocidade e técnica.
Martínez iniciou sua carreira nas divisões de jovens do Club Olimpia e depois de jogar dois jogos para o esquadrão de reserva, ele foi convidado a integrar ao plantel da 1ª equipe do técnico argentino Gustavo Costas durante o Torneio Apertura de 2008. Desde então, ele tornou-se um jogador regular na equipe Club do Olimpia